# Списька Нова Весь
Списька Нова Весь, іноді Спишська Нова Весь (словац. Spišská Nová Ves, нім. Zipser Neudorf, угор. Igló) — місто у східній Словаччині на річці Горнад біля підніжжя Високих Татр. Адміністративний центр однойменного округу Списька Нова Весь.
Ворота національного парку Словацький рай (словац. Slovensky raj).
У містечку зберігся дуже компактний історичний центр: пам'ятки зосереджені на головній Ратушній площі — найбільшій у Європі — 300 метрів у довжину, обмеженій вулицями Літньою та Зимовою. Над площею домінує найвищий у країні шпиль костелу Небовзяття Пресвятої Діви Марії.

## Географія
Протікають річки Голубниця; Брусник; Глиниця і Теплицький Брусник. Розташована пам'ятка природи «Гутянське».

## Історія
Перша письмова згадка — 1268 рік.
У XII столітті на місці Списької Нової Весі з'явилося слов'янське поселення Іглов. У XIII столітті неподалік заснували своє поселення німецькі колоністи та назвали його Нойдорф. Незабаром слов'янський Іглов і німецький Нойдорф злилися в одне місто. Воно бурхливо розвивалося, тут видобували мідь і вели торгівлю — місцевий міський ринок був у той час найбільшим у Словаччині.
1412 року разом з іншими Списькими містами Спиську Нова Весь віддано як завдаток за королівський борг Польському Королівству, де вона перебувала до 1772 року. 1778 Списька Нова Весь стала столицею 16-и спиських міст.
1870 року тут прокладено залізницю, а в 1894 збудували електростанцію.
За даними перепису населення 1910 року, у місті проживало 10 500 осіб, з них 5 100 словаків, 3 500 угорців і 1 800 німців.

## Економіка
Місто розташоване на основній залізничній магістралі в Словаччині, яка тягнеться через всю країну зі сходу на захід від українського до австрійського кордону, з'єднуючи Кошиці, Жиліну, Братиславу.

## Населення
| Рік:            | 1993   | 2003    | 2013    | 2023    |
| --------------- | ------ | ------- | ------- | ------- |
| Кількість осіб: | 38 964 | 38 785  | 37 795  | 34 544  |
| Різниця:        |        | -0,45 % | -2,55 % | -8,60 % |

| Рік:            | 2022   | 2023    |
| --------------- | ------ | ------- |
| Кількість осіб: | 34 855 | 34 544  |
| Різниця:        |        | -0,89 % |

Загальна чисельність населення (станом на 31 грудня 2008 року) — 38148
- Чисельність населення — чоловіків (за станом на 31 грудня) — 18675
- Чисельність населення — жінки (за станом на 31 грудня) — 19473

Населення перед-продуктивного віку — всього (0—14) — 5809
- Чисельність населення в працездатному віці — жінки (15—54) — 11701
- Чисельність населення в працездатному віці — чоловіки (15—59) — 13217

Населення пост-продуктивного віку всього (55+ Ж, 60+ Ч) 7421
Етнічний склад за переписом 2001 року:
- Словаки — 94,2 %,
- Роми — 1,9 %,
- Чехи — 0,5 %
- Інші.

Релігійні переконання за переписом 2001 року:
- Римокатолики — 69,8 %,
- Атеїсти — 17,0 %,
- Не визначились — 5,8 %,
- Лютерани — 3,2 %,
- Грекокатолики — 3,0 %,
- Інші.

Кількість працездатного населення — 20 442 чол.

## Спорт
У місті базується хокейний клуб.

## Пам'ятки

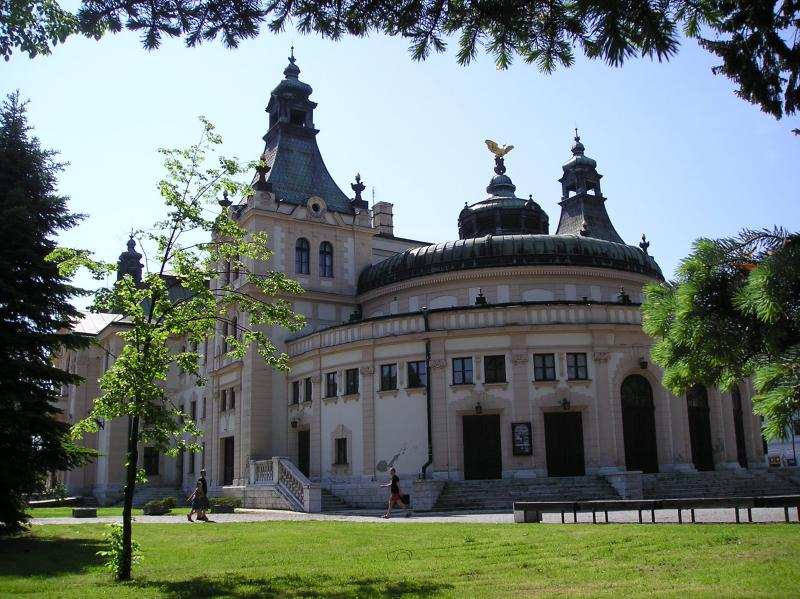

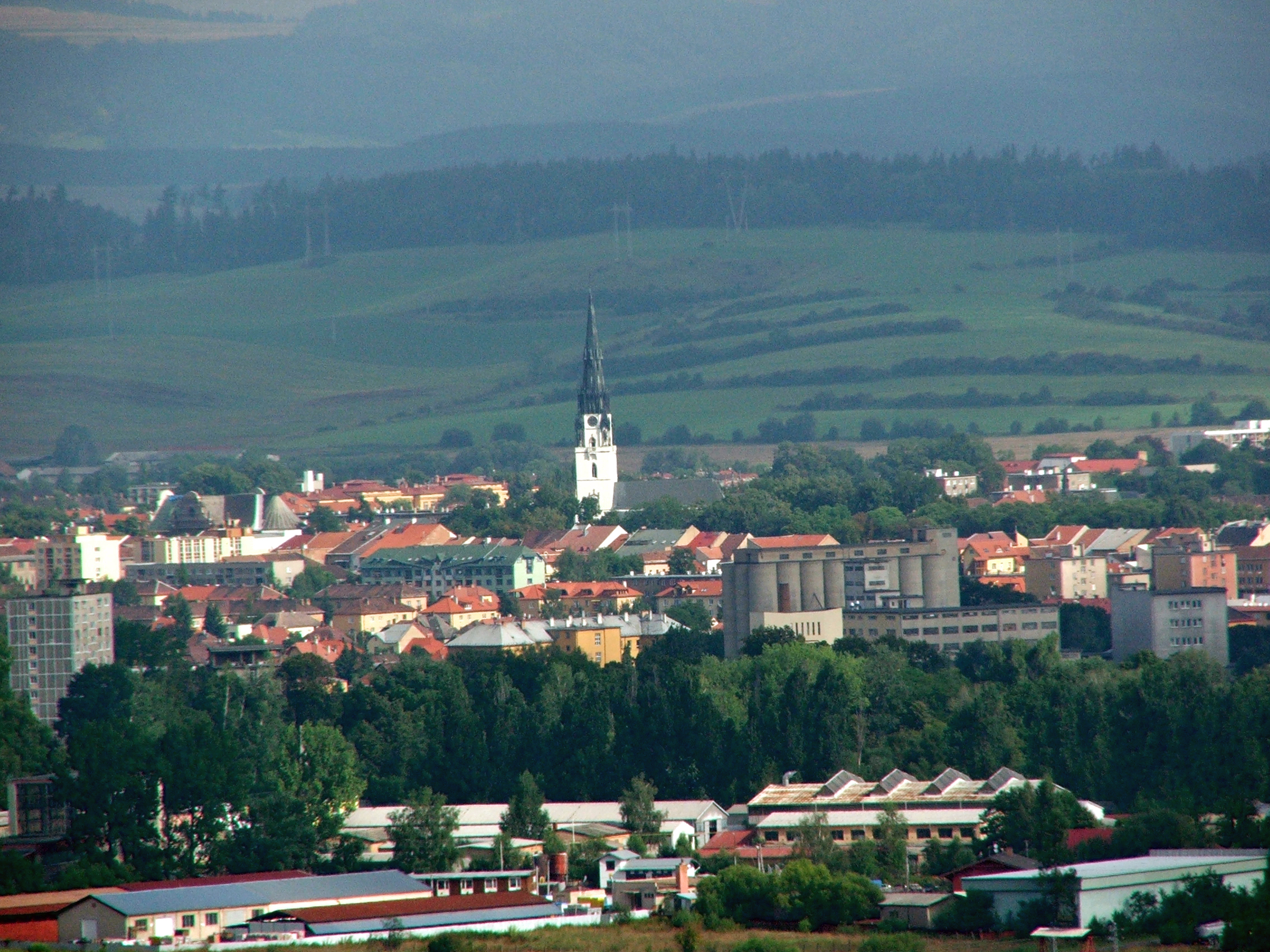
Панорама міста

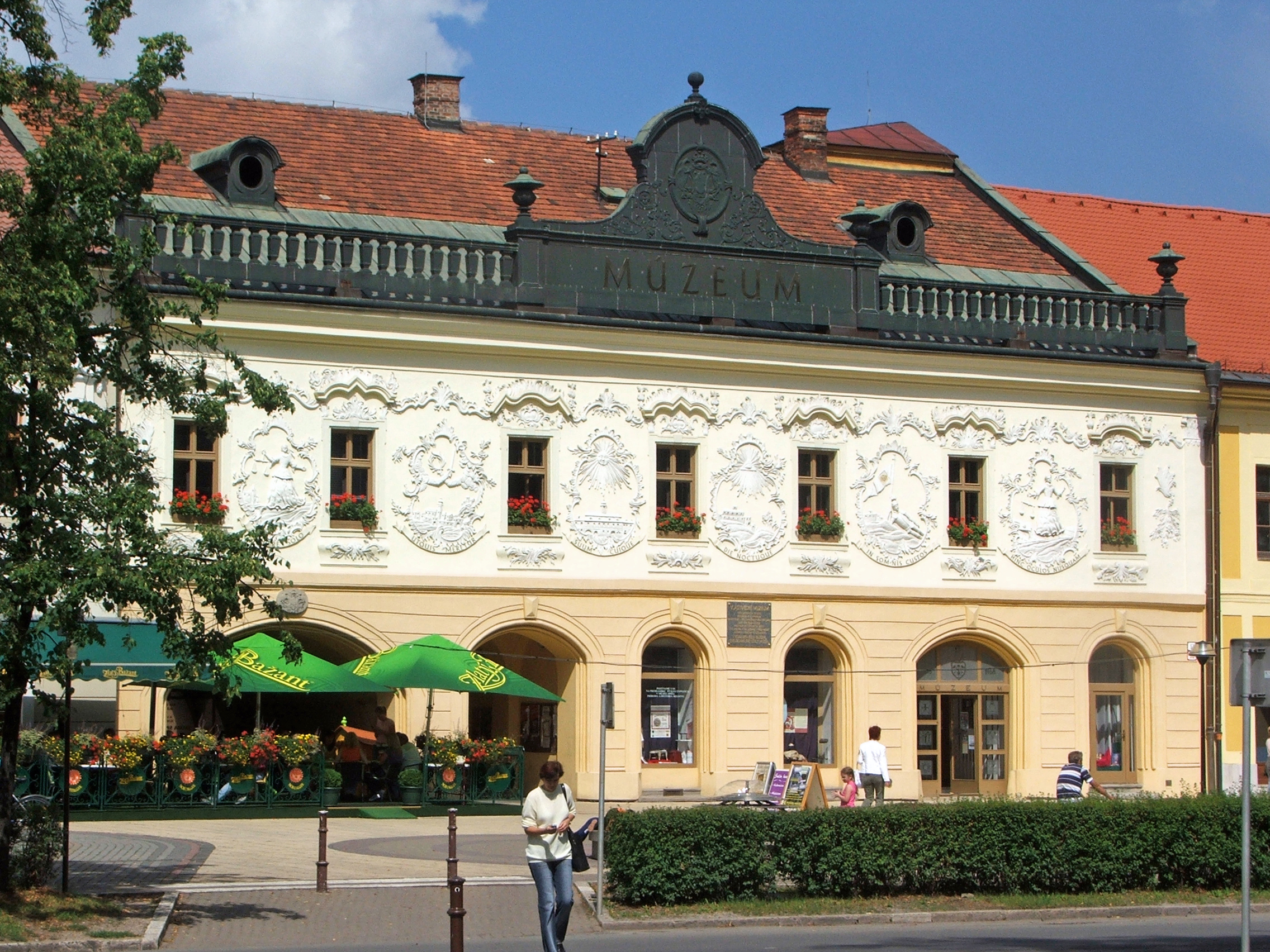
Музей Спиша у Спиській Новій Весі

- Римо-католицький костел Небовзяття Діви Марії XIV століття, шпиль найвищий в Словаччині (87 м).
- Готична Провінційна палата XV століття.
- Євангельська церква XVIII століття.
- Класичний зал XIX століття.
- Неоренесансний редут — межа XIX i XX століть.

## Міста-побратими
| - Німеччина — Альсфельд (нім. Alsfeld) - Німеччина — Клаусталь-Целерфельд (нім. Clausthal-Zellerfeld) - Чехія — Гавлічкув-Брод (чеськ. Havlíčkův Brod) - Бразилія — Жоінвіль (порт. Joinville) - Франція — Егл (фр. L'Aigle) | - США — Янгстаун (англ. Youngstown) шт. Огайо - Словаччина — Нитра (словац. Nitra) - Греція — Превеза (грец. Πρέβεζα) - Угорщина — Кишуїсалас (угор. Kisújszállás) - Польща — Груєць (пол. Grójec) |